# Brithys crini

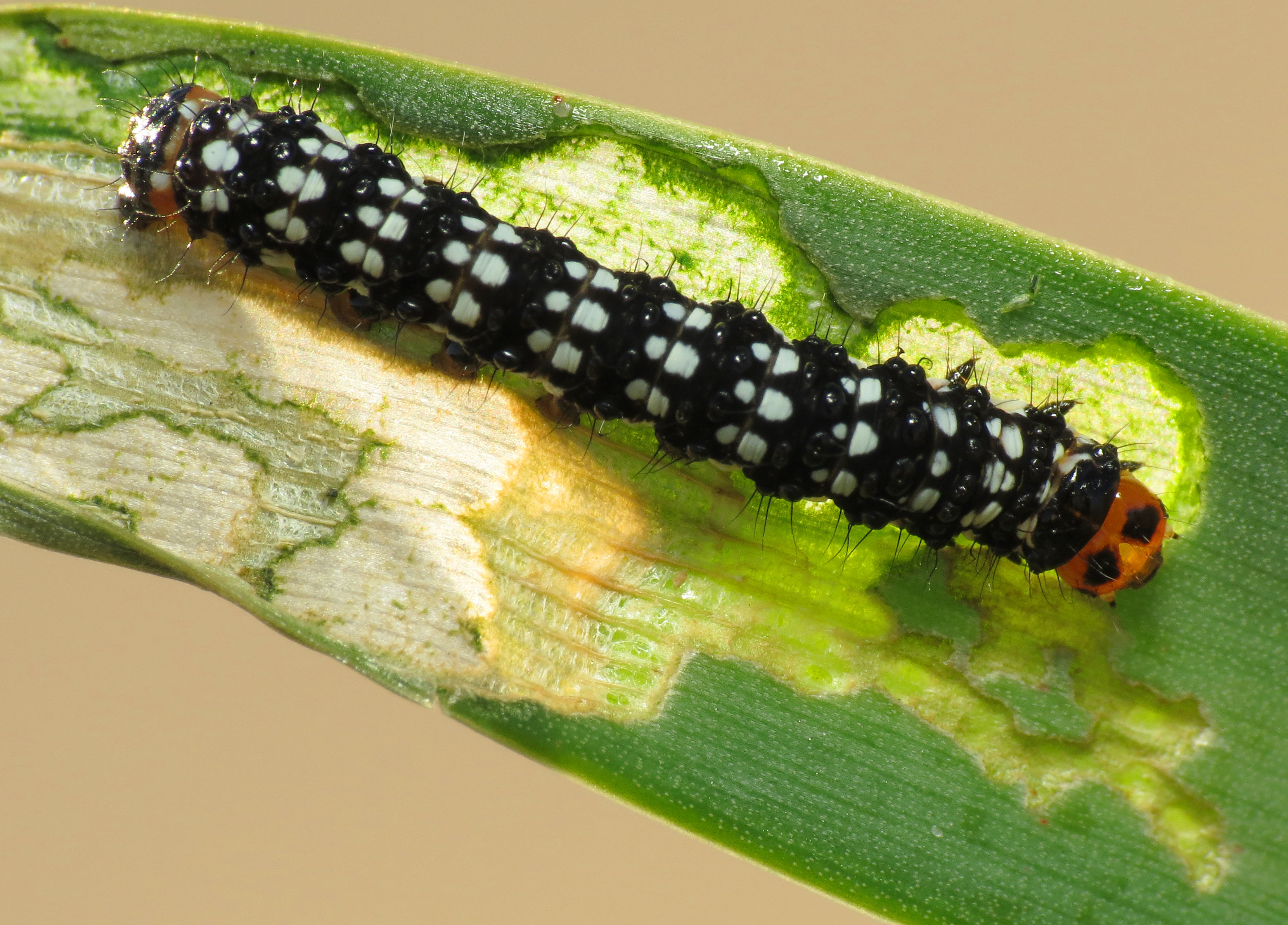
Minierende Raupe

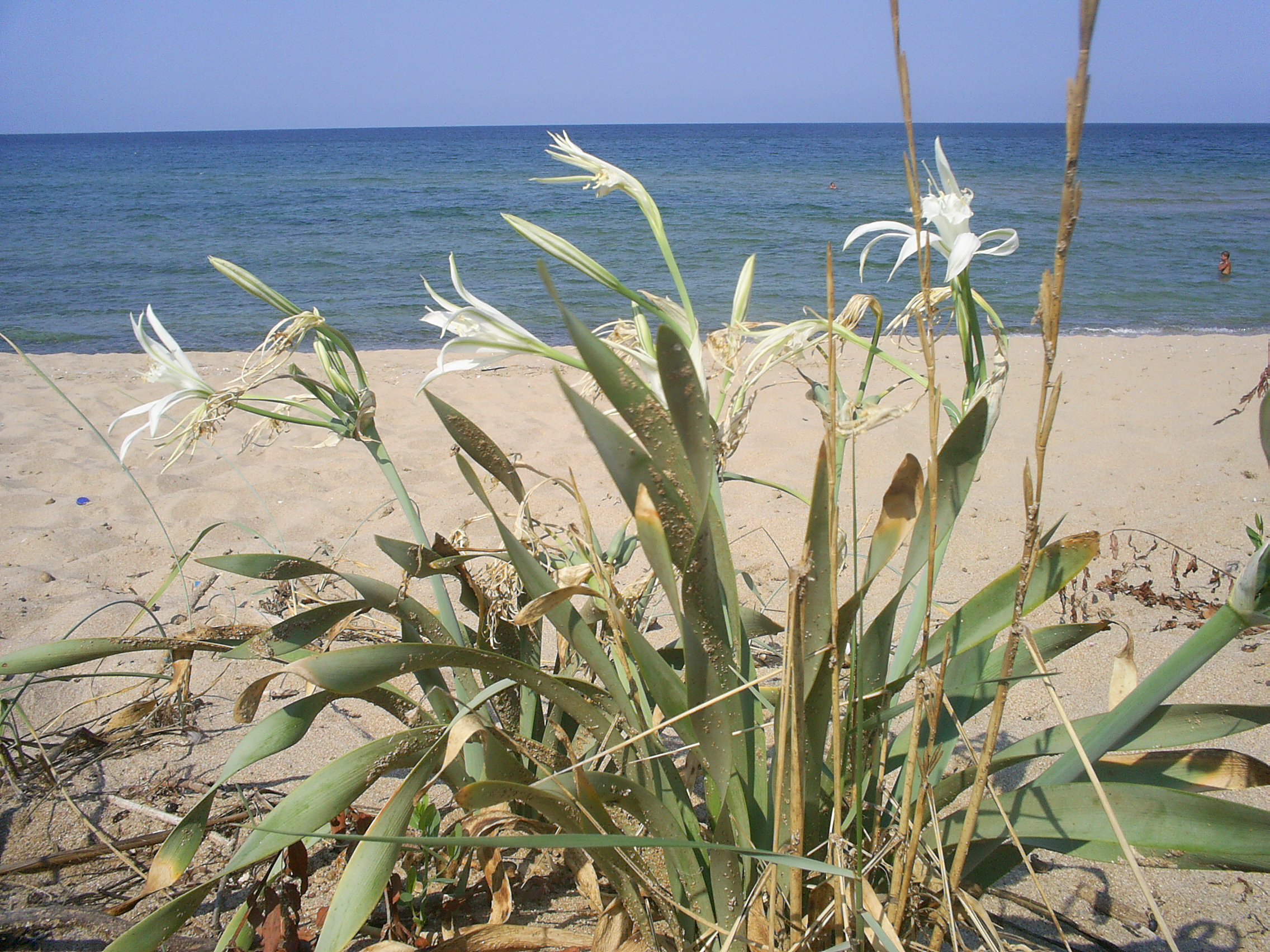
An der Dünen-Trichternarzisse tritt die Raupe zuweilen schädlich auf

Brithys crini ist ein Schmetterling (Nachtfalter) aus der Familie der Eulenfalter (Noctuidae).

## Merkmale

### Falter
Die Falter erreichen eine Flügelspannweite von 38 bis 46 Millimetern. Die Vorderflügeloberseite zeigt ein außerordentlich breites Farbspektrum, das von Aschgrau über Rotbraun bis hin zu nahezu Schwarz reicht. In der Submarginalregion hebt sich zuweilen eine aus gelben Pfeilflecken gebildete Reihe ab. Die Nierenmakel ist hellgrau gefüllt und oftmals gelb angelegt. Die Hinterflügeloberseite ist zeichnungslos seidig weiß, bei den Weibchen zuweilen leicht grau umrandet.

### Raupe
Ausgewachsene Raupen sind schwarz/weiß oder schwarz/gelb geringelt und kurz dunkel beborstet. Die Kopfkapsel ist orange braun gefärbt und zeigt zwei große schwarzbraune Augenflecke. Die Bauchfüße haben eine orange gelbe Farbe.

## Verbreitung und Vorkommen
Brithys crini kommt in tropischen und subtropischen Gebieten Europas, Asiens und Afrikas verbreitet vor. Lokale Vorkommen wurden auch aus Australien gemeldet. Einzelfunde in Deutschland sind auf mit landwirtschaftlichen Produkten eingeschleppte Exemplare zurückzuführen. Diese pflanzen sich in der neuen Umgebung nicht fort. Die Art besiedelt in Europa gerne sandige Strand- und Dünengebiete.

## Lebensweise
Die nachtaktiven Falter fliegen in drei Generationen, schwerpunktmäßig im Mai, Juli und Oktober. Gelegentlich besuchen sie künstliche Lichtquellen. Die gelben Eier werden in umfangreichen Spiegeln an der Nahrungspflanze abgelegt. Die Raupen ernähren sich von Liliengewächsen (Liliaceae) und Amaryllisgewächsen (Amaryllidaceae). Sie leben im Jugendstadium gesellig. Beim Fressen bohren sie sich gerne in die Blätter oder Stängel der Nahrungspflanze oder minieren. An der Dünen-Trichternarzisse (Pancratium maritimum) treten sie zuweilen schädlich auf. Die Verpuppung erfolgt im lockeren Sandboden.

## Taxonomie
Bezüglich der Taxonomie der Art gibt es unterschiedliche Auffassungen. Fibiger & Hacker  betrachten crini, encausta und pancratii als Formen der gleichen Art. Leraut führt hingegen die europäischen Tiere unter den Artnamen Brithys pancratii (Typenfundort Neapel) und Brithys encausta (Typenfundort „Europa“). Weitere Untersuchungen zu dieser Thematik sind erforderlich.